# Пані Америка
«Пані Америка» (англ. Mistress America) — американський комедійний фільм 2015 року режисерки Грети Гервіг та режисера Ноя Баумбаха. В головних ролях — Гервіг та Лола Кірке. Фільм вийшов у прокат 14 серпня 2015 року у видавництві Fox Searchlight Pictures.